# 鹿我別
鹿我別（かがわけ、生没年不詳）は、『日本書紀』等に伝わる古墳時代の豪族で初代浮田国造。上毛野君・吉弥侯部の遠祖で、神功皇后の時に朝鮮へ派遣されたという武将である。応神天皇年間に派遣された「巫別（かんなぎわけ、かがわけ）」は同一人物とされる。鹿我別命、賀我別王とも。

## 記録
『日本書紀』神功皇后49年3月条によると、荒田別とともに将軍に任じられ新羅征討に参加した。神功皇后50年2月条、帰国した旨が記される。
同書応神天皇15年8月条では、巫別が荒田別とともに百済に派遣され、翌年王仁を連れて帰っている。この「巫別」は鹿我別と同一人物とされる。この条において、荒田別・巫別は「上毛野君の祖」と記載されている。
『先代旧事本紀』「国造本紀」浮田国造条では、成務天皇年間に崇神天皇五世孫の「賀我別王」が国造に任じられたと記載されている。
なお鹿我別の名は、『住吉大社神代記』でも新羅征討の説話において記載されている。

## 考証
鹿我別の存在については、『日本書紀』や各種系図、『百済記』を原資料とする実在の人物であるのか、後世に追記された伝説上の人物であるか、説が分かれている。
「かが」の読みから、下野国足利郡（現・栃木県足利市周辺）と関連づける説がある。